# Robert Stopford
Pour l'évêque de Londres, voir Robert Stopford (évêque).
Robert Stopford (5 février 1768 – 25 juin 1847), est un officier de la Royal Navy. Il sert pendant plus de 60 ans, des guerres de la Révolution française à la guerre de Syrie et parvient au grade d'admiral.

## Biographie
Stopford est le troisième fils de James Stopford (2e comte de Courtown), et de sa femme Mary (née Powys). Il entre dans la Royal Navy en 1780 et parvient au grade de Lieutenant en 1785. En 1790, il est promu captain à l'âge de 22 ans et reçoit brièvement le commandement du HMS Lowestoffe.
Stopford combat lors du Glorious First of June en 1794, commandant la frégate HMS Aquilon (32). Pendant la bataille, l'Aquilon avait pour ordre de se tenir à l'écart et de répéter les signaux émis par le vaisseau amiral. L’Aquilon remorque également le HMS Marlborough hors de la ligne de bataille lorsque ce dernier est démâté, et il est remercié par Lord Howe en personne pour ce fait. Un des officiers sous Stopford à bord de l’Aquilon est Francis Beaufort, l'inventeur de l'échelle mesurant la force des vents.
Le 10 mars 1796, Stopford - capitaine de la frégate de 5e rang HMS Phaeton de 38 canons - capture la Bonne Citoyenne corvette de 20 canons au large du cap Finisterre. Stopford la ramène en Angleterre comme prise. La Royal Navy intègre ce navire dans sa flotte sous le nom de HMS Bonne Citoyenne, un sloop de 6e rang. Alors qu'il est stationné dans la Manche, le Phaeton capture au total 13 corsaires de trois navires de guerre, et reprend un grand nombre de navires qui avaient été capturés par les Français.
En 1799, Stopford est nommé capitaine du HMS Excellent, 3e rang de 74 canons dans la Manche. Il emmène l'Excellent dans les Indes occidentales arborant désormais le pavillon de commodore et sert là-bas pendant huit mois en tant que commandant en chef de la station.
En 1803, Stopford est nommé capitaine du HMS Spencer (74), dans la flotte de l'amiral Nelson.
Il devient colonel des Marines en novembre 1805 et reçoit une Naval Gold Medal pour sa conduite à la bataille de San Domingo en 1806, tout en conservant le commandement du Spencer. Stopford est blessé pendant la bataille, une blessure qui le handicapera tout le reste de sa vie.

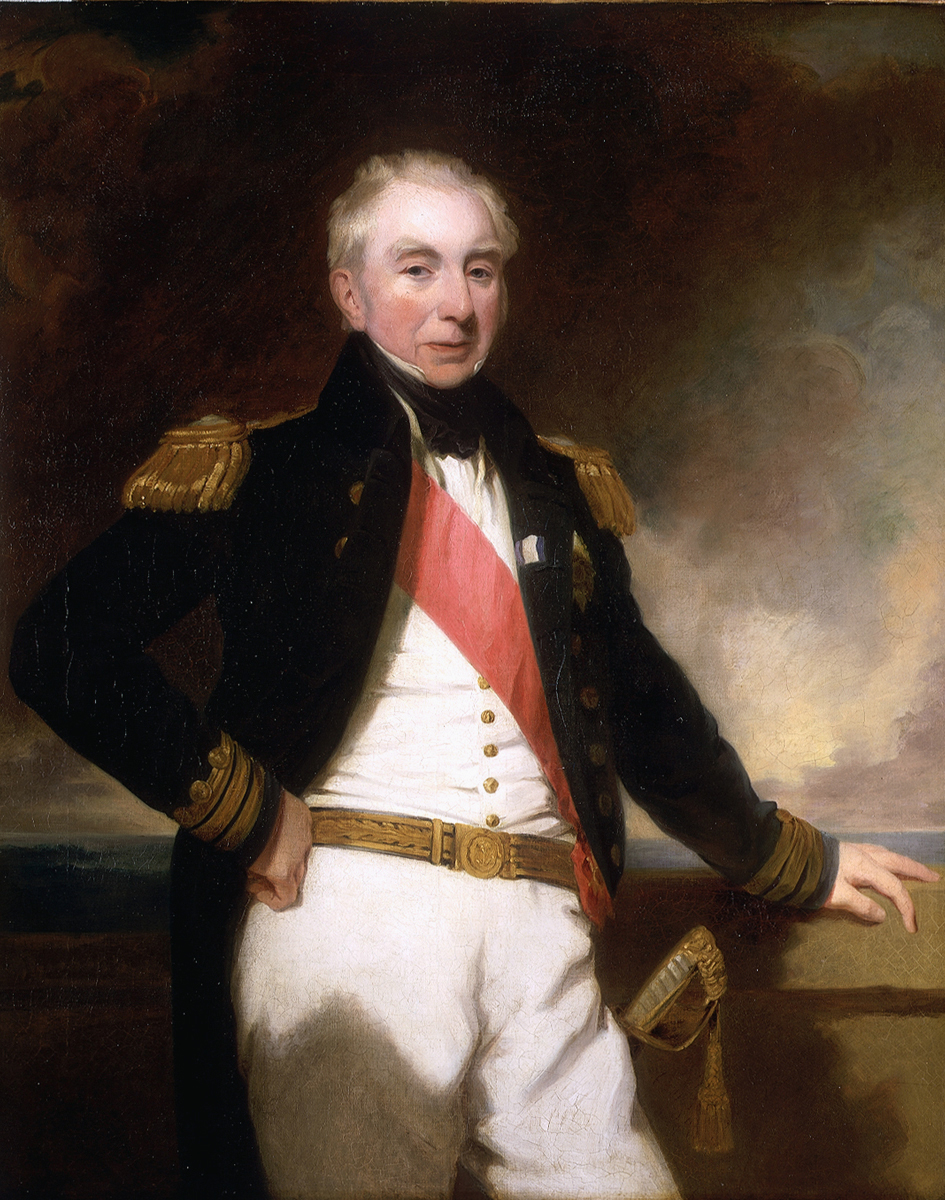
Admiral Sir Robert Stopford, c. 1840, par Frederick Richard Say, exposé au National Maritime Museum, Greenwich, Londres

Il prend part aux invasions britanniques du Río de la Plata, à la bataille de Copenhague de 1806-07, et attaque Rochefort en 1808. Stopford joue un rôle important dans la bataille de l'île d'Aix. Il reçoit le commandement du HMS Caesar (80), au sein d'un escadre de deux navires de ligne et de cinq frégate. Le 23 février 1809, il poursuit quatre frégates françaises sous les batteries des Sables d'Olonne, un combat qui le laissera paralysé. Stopford continue son blocus jusqu'à ce que Lord Gambier chasse une flotte de dix vaisseaux de ligne française dans la rade des Basques et prenne le commandement. Après le combat, Stopford est appelé à témoigner devant la cour martiale chargée de juger Gambier et l'exonère de toute faute.
En 1810, il met les voiles vers le cap de Bonne-Espérance pour prendre le commandement en chef de la station. Il dirige les opérations permettant la capture de Java le 8 août 1811, quant l'établissement hollandais de Batavia capitule devant Stopford et le Lieutenant général Sir Samuel Auchmuty. La flotte britannique est composée de quelque 100 navires, y compris huit croiseurs de l'East India Company. Il est nommé Commander-in-Chief, Portsmouth en 1827.

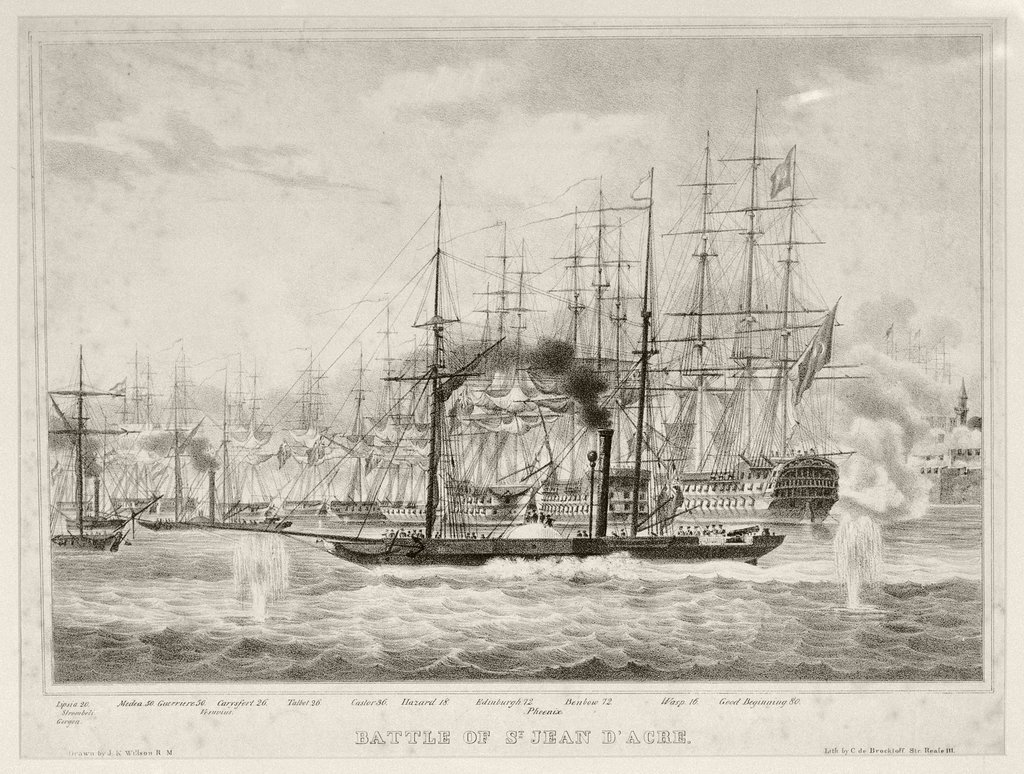
HMS Phoenix au bombardement d'Acre.

Stopford est promu Rear Admiral en 1830. Le dernier poste qu'il occupe dans son service actif, alors qu'il a soixante-dix ans passés, est celui de commandant et chef de la Mediterranean Fleet pendant la guerre de Syrie contre les forces de Mehemet Ali. En tant que Vice-Admiral à bord du HMS Princess Charlotte (100) puis plus tard du HMS Phoenix, il commande la flotte combinée britannique, turque et autrichienne lors du bombardement d'Acre le 3 novembre 1840. Pour son engagement dans la guerre de Syrie, Stopford reçoit la Freedom of the City of London. La boîte en chêne ornée d'argent est exposée au National Maritime Museum de Greenwich. L'année suivante, il est nommé gouverneur du Royal Naval Hospital à Greenwich avec le rang d'Admiral.

## Mariage et descendance
Stopford épouse Mary, fille de Robert Fanshawe, en 1809. Leur fils ainé, Robert Fanshawe Stopford (1811–1891), parvient lui aussi au rang d'amiral, et leur second fils, James John Stopford (1817–1868), à celui de vice-amiral. Stopford meurt en juin 1847, à l'âge de 79 ans. Sa femme lui survit pendant près de vingt ans et meurt en juin 1866.